# Roca de Viudo
La Roca de Viudo és una muntanya de 968,3 metres que es troba dins del terme municipal de Conca de Dalt. És en terres del poble de Serradell, de l'antic terme de Toralla i Serradell.
És al sud-oest del poble de Serradell, a migdia de la Costa, a llevant de Cantamoixó, al sud del Bancal Llarg. És al nord de la Casquere i a ponent de lo Camp. És a l'esquerra del barranc de Rastanyó.